# Бутаков, Иннокентий Николаевич
Инноке́нтий Никола́евич Бутако́в (2 августа (15 августа) 1881, Александровский Завод, Нерчинско-Заводский уезд, Забайкальская область, Российская империя — 27 февраля 1970, Забайкальск Читинская область) — российский учёный-теплотехник, доктор технических наук (1935), заслуженный деятель науки и техники РСФСР (1944). В 1944—1950 директор Транспортно-энергетического института Сибирского отделения АН СССР.

## Биография
Сын мелкого чиновника.
В 1900 году поступил в только что открывшийся Томский технологический институт (ТТИ) и в 1906 г. стал одним из первых выпускников механического отделения Томского технологического института.
Начальник литейного, котельного, вагонного цехов Омских ж.-д. мастерских (1907—1911). Начальник службы тяги, начальник дорожного бюро нормирования Управления Сибирских ж. д. в Томске (1913—1927).
Профессор (1921), с 1923 зав. кафедрой теплосиловых установок Томского политехнического института.
Директор Транспортно-энергетического института СО АН СССР (1944—1950).

## Научная деятельность
Основатель научной школы комбинированной выработки электрической и тепловой энергии. В годы войны группа специалистов под руководством Бутакова составляла проекты линий электропередачи для снабжения энергией эвакуированных в Томск предприятий.
Степень доктора технических наук была присвоена ему без защиты диссертации.
Подготовил 40 кандидатов и докторов наук. Читал лекции по организации производства.

## Награды
- 2 ордена Ленина (1944, 1953),
- 3 ордена Трудового Красного Знамени (12.12.1940, «в ознаменование 40-летнего юбилея Томского индустриального института имени С. М. Кирова, за выдающиеся заслуги в деле подготовки высококвалифицированных инженерных кадров»; 1946; 1961);
- медали,
- нагрудные знаки «Отличник энергетики», «Отличник угольной промышленности».